# Czubacz żółtoguzy
Czubacz żółtoguzy (Crax daubentoni) – gatunek dużego ptaka z rodziny czubaczy (Cracidae), zamieszkujący północną część Ameryki Południowej. Nie wyróżnia się podgatunków. Bliski zagrożenia wyginięciem.

## Występowanie i biotop
Czubacz żółtoguzy występuje w północno-wschodniej Kolumbii i północnej Wenezueli. Jest to ptak osiadły, spotykany w lasach galeriowych, a także w lasach liściastych wiecznie zielonych na nizinach, pogórzu, a w Kolumbii także w górach. W Wenezueli występuje na wysokościach 100–500 m n.p.m., a nawet do 800 m n.p.m., a w Kolumbii w przedziale wysokości 500–1500 m n.p.m.

## Morfologia
Długość ciała: 84–92 cm; masa ciała: 2,5–3 kg. Charakterystyczną cechą czubacza żółtoguzego jest żółty guz u nasady dzioba u samców (od którego pochodzi nazwa gatunkowa). Głowę ptaka zdobi także czub z poskręcanych piór. U obu płci upierzenie jest czarne ze śnieżnobiałą dolną częścią brzucha i pokrywami podogonowymi. Samica ma prążki na piersi i w górnej części brzucha.

## Rozród
Jest to ptak terytorialny. Występuje poligynia. Gniazduje na ziemi, a budową gniazda zajmują się zarówno samce, jak i samice. Samice składają od jednego do trzech jaj na lęg, przy czym składanie jaj odnotowano w maju i czerwcu w Wenezueli oraz w maju w Kolumbii.

## Pożywienie
Wszystkożerny. Pokarm stanowią owoce, nasiona oraz małe zwierzęta.

## Status
W Czerwonej księdze gatunków zagrożonych Międzynarodowej Unii Ochrony Przyrody czubacz żółtoguzy od 2000 roku klasyfikowany jest jako gatunek bliski zagrożenia (NT – Near Threatened); wcześniej miał on status „najmniejszej troski”. Liczebność światowej populacji szacuje się na 6600–27 000 dorosłych osobników. Trend liczebności populacji uznawany jest za spadkowy ze względu na polowania oraz utratę i fragmentację siedlisk.